# Conseil régional de Poitou-Charentes
Cet article concerne le conseil régional de l'ancienne région Poitou-Charentes supprimé à compter du 1er janvier 2016. Pour l'assemblée qui lui a succédé, voir Conseil régional de Nouvelle-Aquitaine.
Conseil régional de Nouvelle-Aquitaine
Maison de la région
Le conseil régional de Poitou-Charentes est l'assemblée délibérante de la région française de Poitou-Charentes jusqu'au 31 décembre 2015, à la suite de l'incorporation de la région avec l'Aquitaine et le Limousin afin de former la nouvelle région Nouvelle-Aquitaine.
Il comprend 55 membres et siège à la Maison de la région à Poitiers, au 15 rue de l'ancienne Comédie, dans le centre-ville.
Son dernier président est Jean-François Macaire (PS), élu le 21 avril 2014.

## Historique
En octobre 2012, les représentants des auto-écoles et la présidente de la région conviennent de travailler ensemble en vue d'une « formation théorique » au permis de conduire dans les lycées. 
L'expérimentation a été mise en place dès le 1er janvier 2013 avec l'objectif de généraliser le dispositif en Région Poitou-Charentes en septembre de la même année.

## Présidents du conseil régional
- Lucien Grand (1974-1976)
- Jacques Fouchier (1976-1978)
- Francis Hardy (1978-1980)
- Fernand Chaussebourg (1980-1981)
- Michel Boucher (1981-1982)
- Jacques Santrot (1982)
- Raoul Cartraud (1982-1985)
- René Monory (1985-1986)
- Louis Fruchard (1986-1988)
- Jean-Pierre Raffarin (1988-2002)
- Dominique de La Martinière (2002)

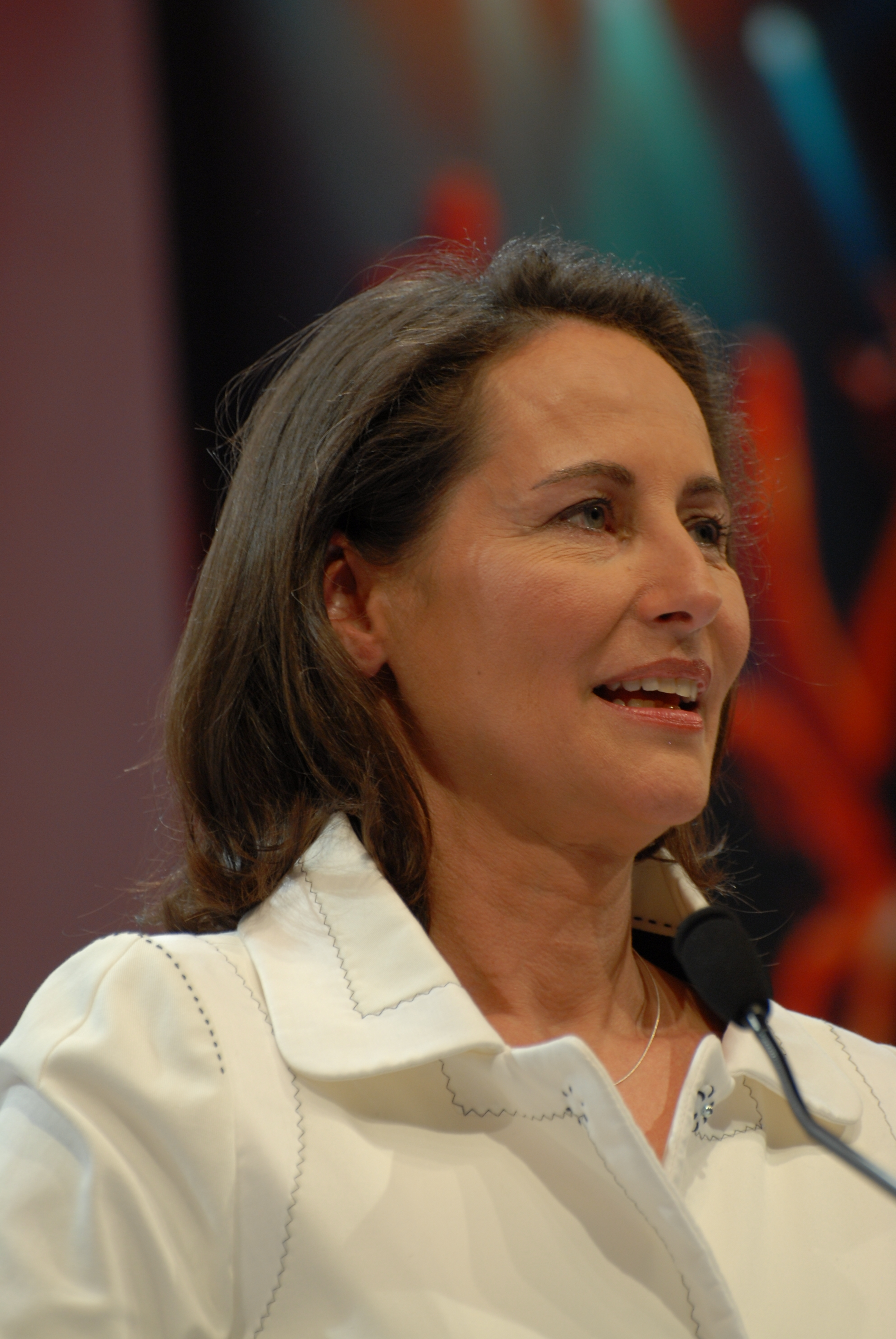
Ségolène Royal, présidente de la région entre 2004 et 2014.

- Élisabeth Morin-Chartier (2002-2004)
- Ségolène Royal (2004-2014)
- Jean-François Macaire (2014-2015)

## Composition

### 2010-2015

#### Résultat des élections de 2010
| Tête de liste  | Tête de liste                    | Liste                    | Premier tour | Premier tour | Second tour | Second tour | Sièges | Sièges |
| Tête de liste  | Tête de liste                    | Liste                    | #            | %            | #           | %           | #      | %      |
| -------------- | -------------------------------- | ------------------------ | ------------ | ------------ | ----------- | ----------- | ------ | ------ |
|                | Ségolène Royal*                  | PS - PRG - MRC           | 240 885      | 38,98        | 392 292     | 60,61       | 39     | 70,91  |
|                | Françoise Coutant                | EÉ                       | 73 644       | 11,92        | 392 292     | 60,61       | 39     | 70,91  |
|                | Dominique Bussereau              | Majorité présidentielle  | 182 011      | 29,45        | 254 910     | 39,39       | 16     | 29,09  |
|                | Jean-Marc de Lacoste-Lareymondie | FN                       | 47 728       | 7,72         |             |             |        |        |
|                | Gisèle Jean                      | FG - PCOF - M'PEP        | 28 801       | 4,66         |             |             |        |        |
|                | Pascal Monier                    | MoDem - AEI              | 26 980       | 4,37         |             |             |        |        |
|                | Myriam Rossignol                 | NPA - Alternatifs - FASE | 11 431       | 1,85         |             |             |        |        |
|                | Ludovic Gaillard                 | LO                       | 6 450        | 1,04         |             |             |        |        |
|                |                                  |                          |              |              |             |             |        |        |
| Inscrits       | Inscrits                         | Inscrits                 | 1 284 492    | 100,00       | 1 284 411   | 100,00      |        |        |
| Abstention     | Abstention                       | Abstention               | 641 143      | 49,91        | 597 412     | 46,51       |        |        |
| Votants        | Votants                          | Votants                  | 643 349      | 50,09        | 686 999     | 53,49       |        |        |
| Blancs et nuls | Blancs et nuls                   | Blancs et nuls           | 25 419       | 3,95         | 39 797      | 5,79        |        |        |
| Exprimés       | Exprimés                         | Exprimés                 | 618 010      | 96,05        | 647 202     | 94,21       |        |        |

* liste de la présidente sortante

#### Groupes politiques
Les 55 conseillers régionaux élus en 2010 se répartissent ainsi:
- Liste « Poitou-Charentes, une énergie d’avance : l’écologie, les emplois, la justice sociale » menée par Ségolène Royal : 39 conseillers
  - 22 élus du Parti socialiste et divers gauche.
  - 11 élus des Verts et d'Europe Écologie (dont les 2 déjà présents sur la liste de Ségolène Royal dès le premier tour).
  - 3 élus du Parti radical de gauche.
  - 3 élus dits "centristes humanistes" (présents sur la liste de Ségolène Royal dès le premier tour).
- Liste « Avec Dominique Bussereau, Poitou-Charentes, c’est vous » menée par Dominique Bussereau : 16 conseillers
  - 7 élus de l'UMP et divers droite.
  - 4 élus du Nouveau Centre.
  - 2 élus de CPNT.
  - 2 élus du Mouvement pour la France.
  - 1 élu du Parti chrétien-démocrate.

#### Liste des conseillers régionaux
| Charente (11 sièges) | Vienne (13 sièges) | Charente-Maritime (19 sièges) | Deux-Sèvres (12 sièges) |
| --- | --- | --- | --- |
| Majorité (8 sièges) Joëlle Averlan - PS Michel Broncy - PS Michel Gourinchas - PS Françoise Coutant - EE Jean-Christophe Hortolan - EE Madeleine Ngombet-Bitoo - PS Marie-Laure Tissandier - PS Christophe Ramblière - PRG Opposition (3 sièges) Véronique Marendat - NC Vincent You - PCD Henri de Richemont - UMP | Majorité (9 sièges) Cyril Cibert - PS Guy Eyermann - DVG Eric Joyaux - EE Valérie Marmin - ex-MoDem Jean-François Macaire - PS Hélène Schemwell - EE Reine-Marie Waszak-Delage - PS Georges Stupar - ex-Verts Brigitte Tondusson - PS Opposition (4 sièges) Philippe Rabit - UMP Véronique Abelin - NC Olivier Chartier - UMP Pascale Guittet - CPNT | Majorité (13 sièges) Benoît Biteau - PRG Alexis Blanc - PS Alain Bucherie - ex-Verts Jacky Emon - DVG Olivier Falorni - DVG Nathalie Garnier - PRG Marie-Paule Jammet - EE Régine Joly - PS Patrick Larible - EE Françoise Mesnard - PS Thierry Lepesant - PS Laurence Marcillaud - EE Maryline Simoné - PS Opposition (6 sièges) Dominique Bussereau - UMP Sally Chadjaa - UMP Bruno Drapon - NC Thierry Joulin - CPNT Véronique Laprée - MPF Sylvie Marcilly - UMP | Majorité (9 sièges) Françoise Bély - PS Emile Bregeon - DVG Yves Debien - PS Pascal Duforestel - PS Julie Geairon - PS Serge Morin - EE Ségolène Royal - PS Nathalie Lanzi - PS Geneviève Paillaud - EE Opposition (3 sièges) Philippe Mouiller - UMP Xavier Argenton - NC Marie-Elise Dang-Vu - MPF |

Deux départs ont été particulièrement commentés dans la presse : 
- Dominique Bussereau (alors le leader de l'opposition régionale comme tête de liste UMP/NC et Ministre des Transports) quelques mois après les élections régionales le mardi 3 août 2010[4]. Son départ se verra remplacé par le suivant sur la liste de Charente-Maritime, Hervé Blanché;
- Olivier Falorni (qui siégeait dans le groupe PS "Une Énergie d'Avance", le groupe de Ségolène Royal), part pour des raisons politiques (il n'est pas touché par le cumul des mandats). Il avait été élu quelques jours auparavant Député socialiste dissident de Charente-Maritime face à Ségolène Royal, qui était elle investie par le PS. Olivier Farloni a pris la parole lors de la session du 18 juin pour confirmer son départ[5].
- Vincent You, élu PCD de Charente prend sa carte à l'UDI fin 2014

#### Fonctionnement du Conseil Régional
Le Conseil Régional s'est doté en 2010 dès les premières sessions (dites « d'installation ») d'un règlement intérieur. Celui-ci a été modifié entre sa version de 2004 et de 2010, pour réduire de 6 à 3 les élus nécessaires pour la constitution d'un groupe politique.
La cause annoncée de ce changement avait été décriée par la presse et l'opposition, jugée « politique » et « partisane », car elle était liée à la constitution en parallèle de ce groupe interne au Conseil Régional, d'un parti politique, dit « des Centriste-Humanistes » et présidé par Alexis Blanc pour son soutien à Ségolène Royal et alors qu'en 2004, avec davantage d'élus, le groupe FN n'avait pu disposer d'un groupe au sein du Conseil Régional.
Les groupes d'opposition ont formé un « intergroupe », mettant en commun leurs moyens, avec deux porte-parole.
Le règlement intérieur définit également les moyens annuels donnés à chaque groupe constitué (les chiffres donnés dans le tableau ci-dessous sont des estimations du règlement intérieur).
Ainsi ont été constitués les groupes suivants, par ordre d'importance : 
| Nom du groupe                                    | Soutien de l'exécutif régional | Tendance politique  | Nbre d'élus | Moyens financiers (estimations) |
| ------------------------------------------------ | ------------------------------ | ------------------- | ----------- | ------------------------------- |
| groupe Une Énergie d'Avance                      | oui                            | PS                  | 26          | 35 500 €                        |
| groupe Union pour un renouveau régional          | non                            | UMP, PCD, MPF, CPNT | 11          | 16 750 €                        |
| groupe Europe-Écologie Les Verts                 | oui                            | EELV                | 10          | 15 500 €                        |
| groupe Nouveau-Centre (devenu depuis groupe UDI) | non                            | NC puis UDI         | 5           | 9 250 €                         |
| groupe Centriste-Humaniste                       | oui                            | MODEM diss.         | 3           | 6 750 €                         |

## Budget et finances

### Taxes
| Année | Taxe foncière bâties | Taxe foncière bâties | Taxe foncière bâties | Taxe foncière non-bâties | Taxe foncière non-bâties | Taxe foncière non-bâties | Contribution économique territoriale (anciennement Taxe Professionnelle) | Contribution économique territoriale (anciennement Taxe Professionnelle) | Contribution économique territoriale (anciennement Taxe Professionnelle) |
| Année | Taux                 | Moy.                 | Rang                 | Taux                     | Moy.                     | Rang                     | Taux                                                                     | Moy.                                                                     | Rang                                                                     |
| ----- | -------------------- | -------------------- | -------------------- | ------------------------ | ------------------------ | ------------------------ | ------------------------------------------------------------------------ | ------------------------------------------------------------------------ | ------------------------------------------------------------------------ |
| 2001  | 2,97                 | 2,71                 | 16e                  | 7,72                     | 5,89                     | 21e                      | 2,16                                                                     | 2,23                                                                     | 8e                                                                       |
| 2002  | 2,97                 | 2,69                 | 16e                  | 7,72                     | 5,87                     | 20e                      | 2,16                                                                     | 2,22                                                                     | 9e                                                                       |
| 2003  | 2,97                 | 2,69                 | 16e                  | 7,72                     | 5,88                     | 20e                      | 2,16                                                                     | 2,22                                                                     | 9e                                                                       |
| 2004  | 2,97                 | 2,69                 | 16e                  | 7,72                     | 5,91                     | 20e                      | 2,16                                                                     | 2,23                                                                     | 9e                                                                       |
| 2005  | 3,32                 | 3,17                 | 12e                  | 7,72                     | 6,68                     | 20e                      | 2,51                                                                     | 2,72                                                                     | 10e                                                                      |
| 2010  | 3,32                 | 2,67                 | 11e                  | 8,63                     | 6,5                      | 16e                      |                                                                          |                                                                          |                                                                          |

### Audit
En 2016, un audit commandé par Alain Rousset, président PS de la nouvelle grande région, montre une « forte dégradation » de la situation financière de la région Poitou-Charentes sous la direction de son ex-présidente, Ségolène Royal. L'audit relève notamment des retards de paiements s'élevant à 132 millions d'euros et une situation de quasi banqueroute si la région n'avait pas connu de fusion. Le vice-président de cette commission des Finances, le PS Florent Boudié, note « une gestion absolument pas maîtrisée, et qui connaît une accélération de sa dégradation très forte » depuis 2013. La capacité de désendettement de la région est passée de 4,1 ans en 2013 à 20,4 ans en 2015.